# 蜃気郎
『蜃気郎』は西岸良平によって執筆された漫画作品。『漫画アクション』（双葉社）に、1979年から1981年にかけて連載された。

## 概要
裏社会で「悪の帝王」と恐れられる大怪盗「蜃気郎」が、自らの芸術的な犯罪計画の為に利用した人々を幸福にしてしまう「奇妙にさわやか」な筋立てが最大の魅力となっている。

## ストーリー
- 謎の人物、怪盗・蜃気郎が多数の仲間の協力などによって、様々な宝石や美術作品などを盗み出す。
- 『ルパン三世』や『まじっく快斗』など、他の怪盗もの漫画とは異なり、盗む手口自体はほとんど描かれず、代わりに蜃気郎と関わった人々の人生が描かれる。作者の代表作『三丁目の夕日』のような人情味あふれる話が多い。
- 掲載誌の『漫画アクション』は創刊当時、『ルパン三世』が看板作品であった。

## 主な登場人物
蜃気郎（しんきろう）
本名、年齢、生年月日、出身地など一切不明。頭脳明晰、運動神経抜群、神出鬼没で誰からも愛される性格と非の打ち所のない人物。変装の達人で世界中に秘密基地を持ち、様々な華麗かつ芸術的手段で高価な品を盗み出す。絶対に他人を傷つけることはないが、自身の主義に反する姑息な小悪党には容赦がなく、繊細さと大胆さを兼ね備えている。作中では、身体的に女性を思わせる描写もあり、腰から腹部、背中にかけて補正下着や胸に晒を身に付け巻いている。
黒猫やまと（くろねこ やまと）
蜃気郎の妹。初登場時は17歳。黒髪のボブ、姫カットが特徴の美少女で、蜃気郎と同様にIQ260という超天才だが、特に科学技術に長けている。しかし、14歳で論文執筆のために自作のコバルト爆弾を爆発させようとするなど、善悪の基準や一般常識を全く欠いた無邪気なサイコパスでもある。そのため、人類を滅亡させてしまう可能性もあるという蜃気郎の判断で、海底の研究所といった一般社会と隔離された場所か、蜃気郎の身近で暮らしているが、抜け出してはヤクザにロボトミー手術を施したり、狼男になる薬剤を投与したりしている。
物語の最終3話のみの登場で、それまでのエピソードと作風が異なるためか、最初の単行本には収録されなかったが、短編集『タイムスクーター』に「黒猫やまとの冒険」として収録されている。また、「黒猫やまと」として登場する以前には「第５話・マンモスの謎」で、優秀で冷静で精神が通常な科学者として同じ容姿のキャラクターが登場しており、心霊や黒魔術やエネルギーや物理の知識で、シベリアで発見した冷凍の原始人の幽霊の研究をしていた。
平塚八郎（ひらつか はちろう）
警視庁特捜課の刑事で蜃気郎のライバル。あちこちで窃盗を繰り返す蜃気郎を追うが、毎回逃げられ、苦汁をなめ続けている。妻と一男一女の四人暮らし。自分の身近にも蜃気郎がいることを気づいていない。序盤では「猪熊」という名前だったが、後に平塚八兵衛にちなんだ「平塚」に変更されている。

### 蜃気郎の仲間
- 以下は正式に仲間になった人物。

シルバー（しるばー）
蜃気郎の愛犬。犬種は北海道犬。ある蜃気郎の基地が暴かれたとき逃亡した蜃気郎と離れ離れになる。一時はある少年に飼われていたが後に蜃気郎の元へ戻る。窃盗などの教育もされている。他の仲間に連れられていた事もある。
萩原トミ子
地味なOLとホステスの『ゆかり』の顔をメイクで使い分けている女性。店の客からの情報で株に精通しており、金ののべ棒と宝石を貯めこんでいる。
コーヒー専門店「ポロン」のマスター夫妻
マスターは会社員を辞め、妻トモ子と喫茶店を経営している。地元の暴力団の嫌がらせに頭を悩ませていたが、トモ子が蜃気郎の仲間である事が判明し、解決した。店は秘密指令の受け渡し場所として利用されており、誘導場所となっている。作者のスターシステムにより、『三丁目の夕日』の鈴木則文、トモエ夫妻と同じ顔。
子羊園教会 神父
身寄りのない子供達を預かる高齢の男性。資金不足のため蜃気郎の仲間となり、盗んだ品を預かっている。
倉田大介
プロ野球チーム「西部ラインズ」の選手。34歳。10年前に投手から野手へ転向してからも万年二軍の選手だったが、バッターボックスに入った際のルーティン動作を仲間たちへのブロックサインに利用することを条件に、蜃気郎の研究所で特殊なトレーニングを受け、年間本塁打数80本、通算打率4割2分の大スターとなる。本作が描かれた頃の『漫画アクション』には、『がんばれ!!タブチくん!!』『セニョール・パ』など、草創期の西武ライオンズを題材とした野球漫画がいくつか存在していた。

## 仲間について
- 蜃気郎の仲間になると身分証明書となる印籠が渡される。この印籠は蜃気郎を恐れる世界中の悪人がひれ伏す影響力がある。
- 正体を隠した蜃気郎が蜃気郎の仲間が経営しているタバコ屋、喫茶店などに立ち寄り、合言葉を確認した上で極秘情報を受け取ったり、荷物を預かったりするなど、意味があるのかどうか分からない手順で簡単な仕事を行うのが物語の定番パターン。半年ごとに500万円の報酬が支払われている。
- 仲間以外にも仕事に関わった人物や、成り行きで蜃気郎が変装した人物に多額の報酬を支払っている。また、関わった人物の記憶を消去したこともある。

## 出版物
- 昭和50年代に双葉社より発売された単行本（アクションコミックス）が2冊。黒猫やまとが登場する最終3話は「黒猫やまとの冒険」として、短編集『タイムスクーター』に掲載された。平成9年に低価格の廉価版も発売された。どちらも長らく絶版状態であったが、平成19年に廉価版の重版が発行され、コンビニエンスストアなどで購入可能となっている（ただし、話の順序は単行本と異なる）。
- 平成22年には文庫版『謎の怪人 蜃気郎』が発売されている。
- 平成9年刊行の文庫版傑作選『西岸良平名作集』では、2巻と4巻に収録されているが、最終3話を含むメインエピソードが2巻、その他のエピソードが4巻という形になっている。